# Premios Godoy
Los premios Godoy fueron unos galardones a las peores películas españolas del año que se decidían mediante votación en Internet, tras una presentación de nominados por parte de los miembros de la Academia Godoy. Esta Academia de acceso libre llegó a estar formada por más de 300 socios. Los nominados se daban a conocer el mismo día de la nominación de los Goya.
La iniciativa se prolongó durante seis años, de 2002 a 2007.

## Historia
Los premios Godoy nacieron en noviembre del año 2001, en la calle Carretas de Madrid, a la salida de los Cines Ideal. Uno de los fundadores propuso la creación de unos premios a las peores películas del año tras el visionado de una horrorosa película española.
Tras comprar el dominio (www.premiosgodoy.com - actualmente extinto), se crearon las categorías y se publicitó por internet.
Los premios reciben su nombre de personajes de la época de Goya, para crear una contraposición a los Premios Goya de cine. Manuel Godoy fue ministro universal de los reyes Carlos IV y María Luisa de Parma, padres del futuro Fernando VII y el infante Francisco de Paula. La impopularidad de los reyes y su ministro son coherentes con la intención de los premios, mientras que la inocencia del infante Francisco, un niño en esa época, hace que su nombre corresponda al único premio positivo del certamen.
El "trofeo" entregado era una naranja en honor de la Guerra de las Naranjas, conflicto creado por Godoy en 1801. 
El logo de cada año hacía homenaje a la película ganadora del año anterior.

## Ediciones
| Años                                      |
| 2001 · 2002 · 2003 · 2004 · 2005 · 2006 · |

## Categorías
Para dar más seriedad a la selección las categorías corresponden aproximadamente a las categorías de los Premios Goya.
- Premio Godoy a la Peor Película
- Premio Godoy al Peor Director
- Premio María Luisa a la Peor Actriz
- Premio Fernando VII al Peor Actor
- Premio Godoy a la Peor Actriz de Reparto
- Premio Godoy al Peor Actor de Reparto
- Premio Godoy al Peor Guion
- Premio Godoy a la Peor Dirección Artística
- Premio Godoy a la Peor banda sonora
- Premio Godoy al Peor Montaje
- Premio Godoy a la Peor Fotografía
- Premio Godoy a Los Peores Efectos Especiales
- Premio Godoy al Peor Vestuario
- Premio Godoy a la Peor Peluquería y Maquillaje
- Premio Godoy a la Peor Película Extranjera
- Premio Carlos IV a Toda Una Carrera (en 2002 y 2003)
- Premio Carlos IV a la Peor Aportación Internacional del año (desde 2004)
- Premio Francisco de Paula al Mejor Guion del año (desde 2004)

## Récords
Santiago Segura adolece de tener el récord de candidaturas en la historia de los Godoy con once a lo largo de su carrera. También ha sido el único en ser señalado con dos candidaturas consecutivas (2003 y 2004) y la doble nominación como Peor Actor Principal y Peor Actor de Reparto en ambos años. Sin embargo, su único premio lo logró en 2005 como Peor Actor en El asombroso mundo de Borjamari y Pocholo.
El récord de votos lo tiene Operación Triunfo: La Película. La película fue considerada la peor en las tres categorías a las que estaba nominada en el año 2002.
FBI: Frikis buscan incordiar (2004) y Hot milk (2004) comparten el récord a la película más vilipendiada con ocho Godoy cada una.  Le siguen Lisístrata, con cinco en 2002 y Karate a muerte en Torremolinos, con cuatro en 2003.
Tirante el Blanco (2005) tiene el récord de nominaciones con un total de once, aunque la valoración final fue más moderada alcanzando dos "naranjas" (al Peor director y a los Peores Efectos Especiales). Le sigue Atraco a las 3 y media (2003) que reunió diez nominaciones e igualmente dos "naranjas". (Peor Película y Peor Actor de Reparto).
Alatriste ha conseguido compartir candidatura en la misma categoría a los premios Goya y a los premios Godoy. En 2006 estuvo nominado a Mejor/Peor Actor (Viggo Mortensen) y Mejor/Peor Guion. De los cuatro premios, pasó el bochorno de recibir el Godoy al Peor Guion.